# Clarisia racemosa
Clarisia racemosa Ruiz & Pav. è una pianta della famiglia delle Moracee, diffusa nell'America tropicale.

## Descrizione
È un albero alto fino a 30 metri di altezza e 60 cm di diametro. Il tronco è diritto e di forma cilindrica. Ha la corteccia esterna del tronco e i rami con un colore che va dal marrone al arancione, liscia e dura. Foglie sono semplici, alterne, distiche e marcate. Il frutto è carnoso, di colore giallo, può essere rossastro quando è maturo, commestibile, fruttifica ad agosto e ottobre.